# Tivyna spatula
Tivyna spatula är en spindelart som först beskrevs av Willis J. Gertsch och Davis 1937.  Tivyna spatula ingår i släktet Tivyna och familjen kardarspindlar. Inga underarter finns listade i Catalogue of Life.